# 日産・CDエンジン
日産・CDエンジンとは、日産自動車が1982年（昭和57年）から2001年（平成13年）まで生産していた水冷直列4気筒のディーゼルエンジンシリーズである。

## 概要
CA型系と同世代のPLASMA（プラズマ）エンジンシリーズで、先代のLD型系に替わり、主に横置きで、小型乗用車、小型商用車、ミニバンに搭載された。
SR型系に相当する世代のディーゼルエンジンが作られなかったため、年ごとに厳しさを増す自動車排出ガス規制へ対応する改良が重ねられ、1985年（昭和60年）には「副噴口」を追加、末期には電子制御化もされ、長きに渡って生産された。
後継はYDエンジンであるが、日本国内では自動車NOx・PM法やディーゼル車規制条例の影響でディーゼル車市場が縮小したため、2.2 Lと2.5 Lがリリースされたのみである。
それ以下の排気量は、ルノー製ディーゼルエンジンが供給される。

## バリエーション

### CD17系 1,680 cc

#### CD17
- 1,680 cc
- スペック：（1-1）61 PS（45 kW）5,000 rpm　10.6 kg・m（104 N・m）2,800 rpm（グロス値）
- （1-2）：55 PS（40 kW）4,800 rpm　10.6 kg・m（104 N・m）2,800 rpm（ネット値）
- 軽油

### CD20系 1,973cc
内径×行程 : 84.5mm×88.0mm

#### CD20
- 1,973 cc
- スペック：76 PS（56 kW）4,800 rpm　13.5 kg・m（132 N・m）2,800 rpm
- 軽油

#### CD20E
- 1,973 cc　電子制御式
- スペック：76 PS（56 kW）4,800 rpm　13.5 kg・m（132 N・m）2,800 rpm
- 軽油

#### CD20T
- 1,973 cc　ターボ

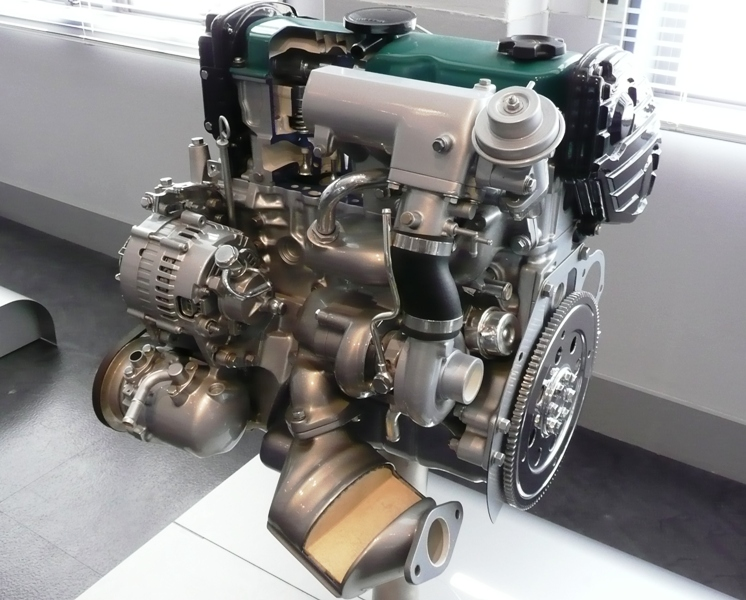
CD20T

- スペック：91 PS（67 kW）4,400 rpm　18.8 kg・m（18.4 N・m）2,400 rpm
- 軽油

#### CD20Ti
- 1,973 cc　インタークーラー付きターボ
- スペック：100 PS（74 kW）4,000 rpm　21.0 kg・m（206 N・m）2,400 rpm
- 軽油

#### CD20ET
- 1,973 cc　電子制御式　ターボ
- スペック：（1-1）97PS（71kW）4,000rpm　20.0kg・m（196N・m）2,400rpm
- （1-2）91 PS（67 kW）4,400 rpm　19.5 kg・m（191 N・m）2,400 rpm
- 軽油

#### CD20ETi
- 1,973 cc　電子制御式　インタークーラー付きターボ
- スペック：105 PS（77 kW）4,000 rpm　22.5 kg・m（221 N・m）2,000 rpm
- 軽油

## 搭載された車種
CD17（1-1）
- サニー（B11）1982年10月 - 1985年9月
- パルサー（N12）1983年5月 - 1986年5月
- ラングレー（N12）1983年5月 - 1986年10月
- ローレルスピリット（B11）1983年11月 - 1986年8月
- ADバン（VB11）1982年10月 - 1990年8月

CD17（1-2）
- AD（Y10）1990年8月 - 1997年4月
- サニー（B12 - B13）1985年9月 - 1993年12月
- パルサー（N13 - N14）1986年5月 - 1995年1月
- ローレルスピリット（B12）1986年8月 - 1990年8月
- ラングレー（N13）1986年10月 - 1990年8月
- スバル・レオーネバン（Y10）1994年10月　-　1997年4月
- マツダ・ファミリアバン（Y10）1994年9月　-　1997年4月

CD20
- アベニールカーゴ（W10）1990年5月 - 1998年8月
- バネットセレナ（C23）1991年6月 - 1993年8月
- ブルーバード（U13 - U14）1991年9月 - 1998年8月
- サニー（B14）1994年1月 - 1999年9月
- パルサー（N15）1995年1月 - 1999年4月
- ウイングロード（Y10）1996年5月 - 1999年5月
- AD（Y10）1997年5月 - 1999年6月
- マツダ・ファミリアワゴン（Y10）1996年6月 -　1999年5月
- スバル・レオーネバン（Y10）1997年5月 - 1999年6月
- マツダ・ファミリアバン（Y10）1997年5月 - 1999年6月

CD20E
- ブルーバード（U14）1998年9月 - 2001年9月

CD20T
- アベニール（W10）1993年1月 - 1998年8月
- バネットセレナ/セレナ（C23）1991年6月 - 1996年12月

CD20Ti
- ラルゴ（W30）1993年7月 - 1995年8月

CD20ET（1-1）
- セレナ（C23）1997年1月 - 1999年6月

CD20ET（1-2）
- アベニール（W11）1998年8月 - 2000年5月

CD20ETi
- ラルゴ（W30）1995年8月 - 1999年6月